# بهویه
بهویه، روستایی از توابع دهستان مشکان بخش مشکان شهرستان نی‌ریز در استان فارس ایران است.

## جمعیت
این روستا در دهستان ده چاه قرار دارد و بر اساس سرشماری مرکز آمار ایران در سال ۱۳۸۵، جمعیت آن ۳۵۹ نفر (۹۰ خانوار) بوده‌است.